# Погосян, Левон Рафаэлович
Лево́н Рафаэ́лович Погося́н (арм. Լեվոն Պողոսյան, 13 февраля 1955, Ереван) — бывший депутат парламента Армении.

## Биография
- 1972—1977 — Ереванский политехнический институт, инженер-электрик. Член-корреспондент инженерной академии Армении. Награждён орденом «Анании Ширакаци» (2001).
- 1977—1990 — работал инженером, заведующим отделения ЗАО «Сигнал» ПО «Раздан».
- 1990—1994 — директор проектного бюро «Селена».
- 1994—2003 — генеральный директор ЗАО «Мшак».
- 2003—2007 — депутат парламента. Член постоянной комиссии по вопросам науки, образования, культуры и молодёжи. Член партии ОТП.